# Kraftwerk Schlappin

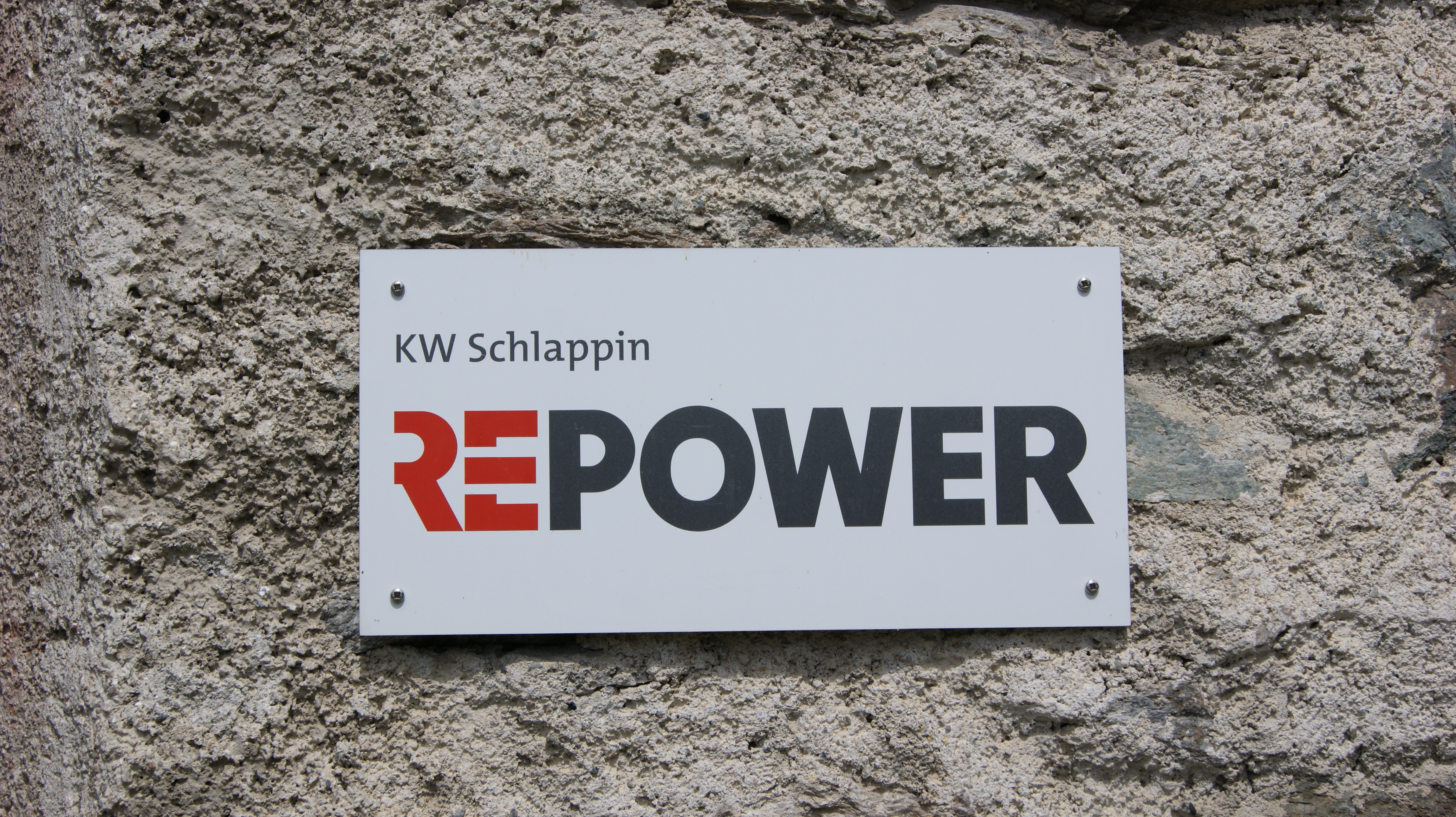
Aufschrift am Kraftwerk

Das Kraftwerk Schlappin ist ein Speicherkraftwerk in der Schweiz oberhalb des Dorfes Klosters im Kanton Graubünden in der Region Prättigau/Davos. Das Kleinwasserkraftwerk ist im Besitz des Energieversorgers Repower.

## Bauwerk und Geschichte
Die Kraftwerkzentrale ist im Heimatstil, ähnlich einer mittelalterlichen Burg, ausgeführt. Der Architekt Nicolaus Hartmann führt in diesem Stil zahlreiche Zweckbauten in Graubünden aus. So auch beim unterliegenden Kraftwerk Küblis.
Die verschiedenen Einrichtungen des Kraftwerkes wurden in den letzten Jahren erneuert, einzig das Bauwerk ist noch im Originalzustand erhalten geblieben.

## Technische Daten
In der Kraftwerkszentrale des Kraftwerks Schlappin oberhalb von Klosters wird seit 1928 das gestaute Wasser aus dem Schlappintal (vor allem dem Schlappinbach) abgearbeitet. Im Stauwehr beim Dorf Schlappin wird das Wasser gefasst und über eine etwa drei Kilometer lange Druckrohrleitung ins Kraftwerk Schlappin geführt.
- Bruttofallhöhe: 453 Meter
- Schluckvolumen: 1,7 m³/s
- Turbine: eine horizontale Peltonturbine
- elektrische Leistung Turbine: 7 MW
- Jahresenergieproduktion: 30 GWh

Nach der Abarbeitung im Kraftwerk Schlappin wird das Wasser an das darunter liegende Kraftwerk Küblis über einen 12 m tiefen Schacht zugeführt.